# Транспорт във Венецуела
Транспортът във Венецуела е добре развит. В страната автомобилните пътища са с дължина 96 хил. km, от тях 33 хил. km са с твърдо покритие, а железопътните линии имат обща дължина 584 km.
Венецуела разполага с 12 международни летища. В щата Варгас се намира международното летище „Симон Боливар“ на Каракас.
Пътищата са на най-високо световно ниво: добър асфалт, без дупки, добре осветени и маркирани, с добре поддържани тревни площи, разделящи платната. Главни пътища: Симон Боливар (до Каракас) – Маракаибо – Матурин.
Главни морски пристанища: Амуай, Ла Салина, Миранда, Маракайбо, Пунта Кардон. Речни пристанища по Ориноко: Сан Фернандо де Апуре, Сиудад Боливар, Сиудад Гуаяна.
Щатът Амазонка няма добре развита пътна инфраструктура. Пътната мрежа се състои от 160 km асфалтирани шосета и 400 km черни пътища, които водят до миньорски и индиански селища. Основен начин за достъп до повечето от селищата е чрез реките. Щатът разполага и с летище, оборудвано на достатъчно добро ниво. То се обслужва от 4 национални въздушни компании.
Много от автобусите на градския транспорт (наричани тук камионети) изглеждат в окаяно състояние, но вътре са сравнително чисти, достатъчно удобни, а понякога дори с телевизор. Междуградските автобуси са много добри, нови и удобни.